# Nara (thành phố)
Thành phố Nara (奈良市, Nại Lương thị) thuộc tỉnh Nara (奈良県) ở vùng Kinki của Nhật Bản.

## Lịch sử
Nara là thủ đô của Nhật Bản, Heijo-kyo, được thành lập vào năm 710. Thành phố này đẹp và nổi tiếng nhất Nhật Bản trong thời kỳ trước năm 784, khi thủ đô của Nhật được chuyển đến nơi khác. Lịch sử Nhật Bản gọi thời này là thời kỳ Nara. Tên chính thức của thủ đô thời đó được gọi là Heijō Kyō, được xây dựng theo mô hình của Trường An, Nhà Đường, Trung Quốc, nay là Tây An. Theo sách cổ của Nhật Bản Nihon Shoki, tên gọi "Nara" có nguồn gốc từ narashita nghĩa là "làm phẳng".
Bức tường bao quanh thành phố dài khoảng 4,3 km từ phía Đông đến Tây, và 4,8 km từ phía Bắc đến Nam. Có một con đường rộng thiết kế theo kiểu Trung Hoa, rộng khoảng 80 m chạy từ phía Bắc đến Nam ở giữa khu vực trung tâm. Con đường này chạy đến cung điện Heijo, khu vực mà vua và các văn phòng trung ương được đặt ở đó.
Vào thời Nara, đạo Phật được chính quyền ủng hộ mạnh mẽ. Chính vì vậy, nhiều ngôi chùa lớn đã được xây dựng tại Nara và vẫn còn lại cho đến tận ngày nay. Hồi đó, việc xây dựng những ngôi chùa lớn thờ Phật được nghĩ rằng sẽ bảo vệ vua và nước Nhật. Vào thời gian này, Nhật có quan hệ rất tốt với Trung Quốc, lúc đó là thời nhà Đường đã phát triển cực thịnh, và Nara đã là nơi tiếp thu những sản phẩm văn hóa, nghệ thuật của thời Đường. Những công trình xây dựng, nghệ thuật, điêu khắc... thời đó vẫn còn lại đến này nay và được xếp vào tài sản quốc gia của đất nước hoa anh đào.
Năm 2010, thành phố Nara tổ chức lễ kỷ niệm 1300 năm thành lập cố đô của Nhật Bản.

## Di sản thế giới
Tháng 12 năm 1998, Ủy ban Di sản thế giới đã chọn riêng một số khu vực và những kiến trúc lịch sử của Nara, gồm cả di tích của các cung điện, rừng cây, chùa chiền... đã được xây dựng vào khoảng 1300 năm trước đây, hồi mà Nara đã là thủ đô của Nhật Bản, là di sản văn hóa thế giới. Các bộ phận của di sản văn hóa cố đô Nara gồm:
- Chùa Todai
  - Kho báu Hoàng gia Shoso
- Chùa Kofuku
- Đền Kasuga
- Chùa Gango
- Chùa Yakushi
- Chùa Toshodai
- Di tích Cung điện Heijo
- Rừng nguyên sinh Kasugayama

Trước đó, vào năm 1993, quần thể kiến trúc Phật giáo khu vực chùa Horyuji cũng ở Nara đã được chọn là di sản thế giới.

## Thành phố kết nghĩa
- Canberra, Úc[4]
- Gyeongju, Hàn Quốc
- São Paulo, Brazil
- Toledo, Castile-La Mancha, Tây Ban Nha
- Versailles, Pháp
- Tây An, Trung Quốc

## Hình ảnh

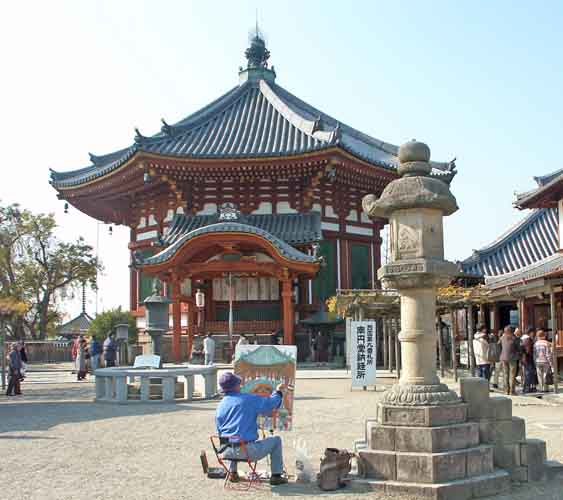
Chùa Kofuku
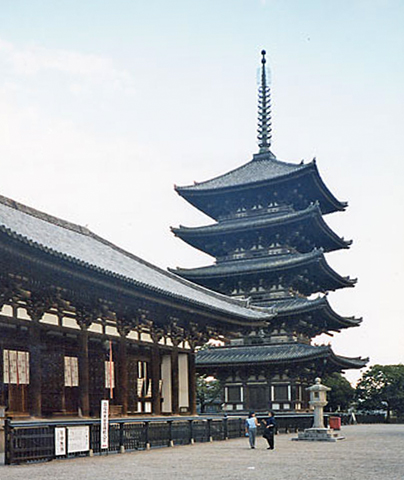
Chùa Kofuku
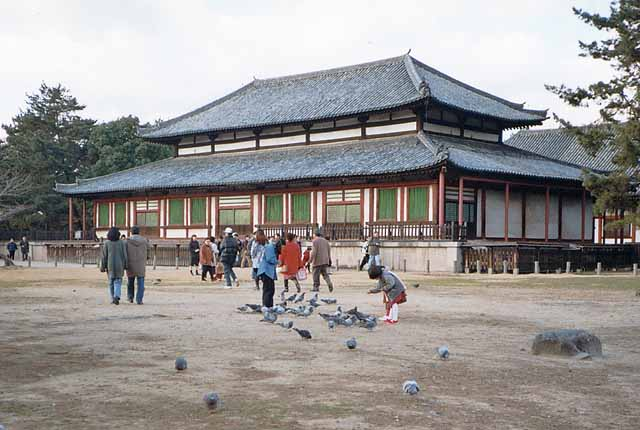
Chùa Kofuku
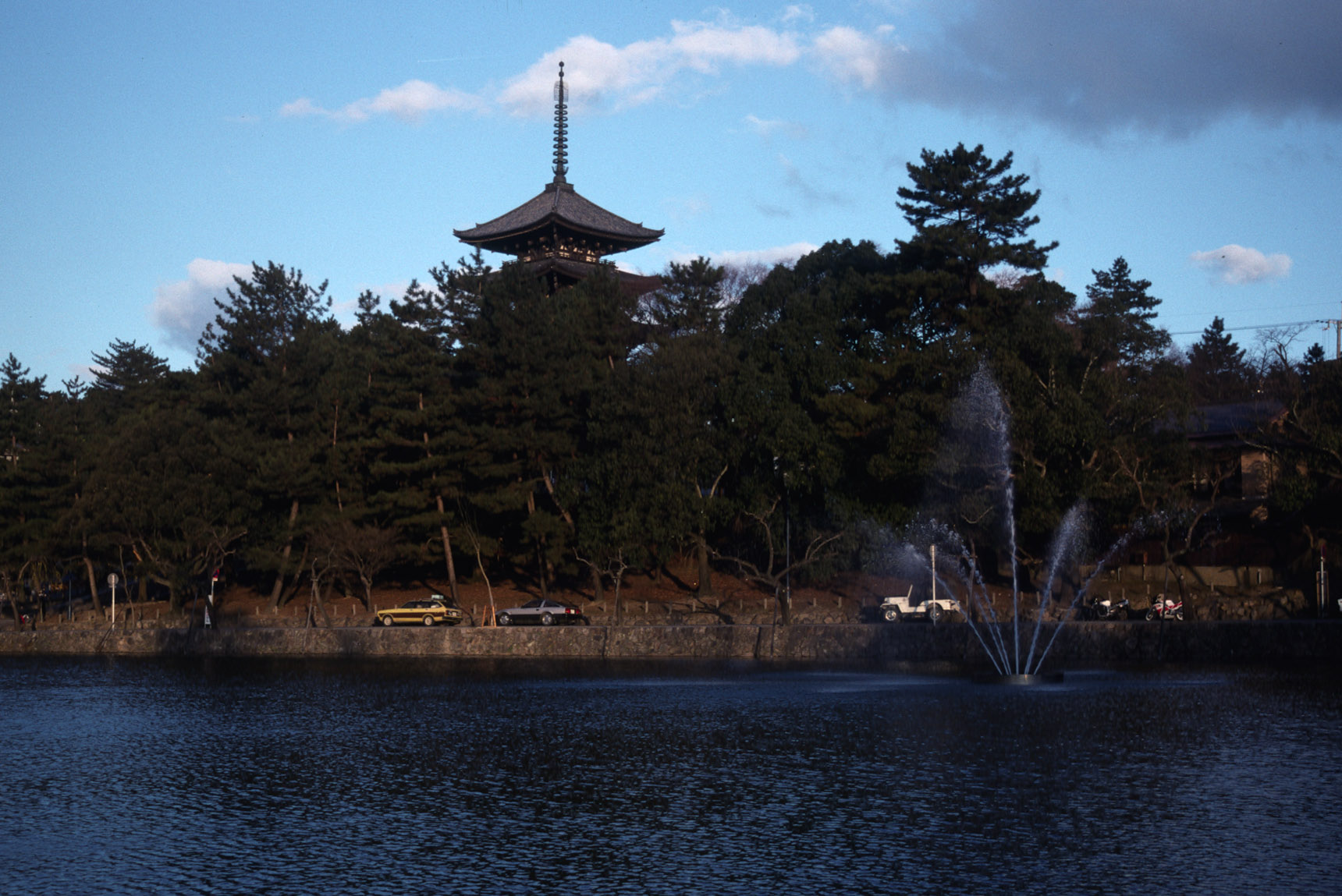
Chùa Kofuku nhìn từ ao Sarusawa
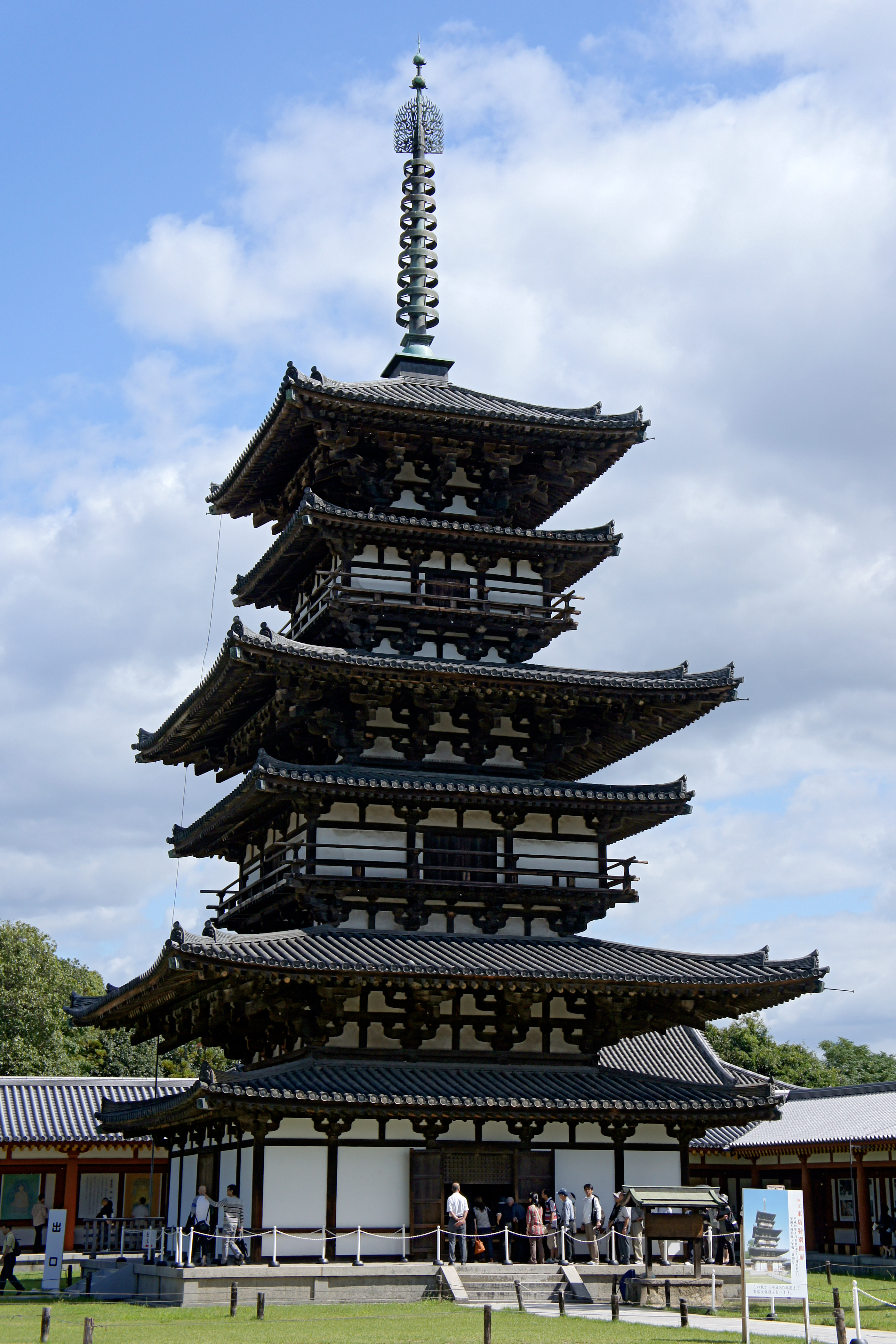
Chùa Yakushi
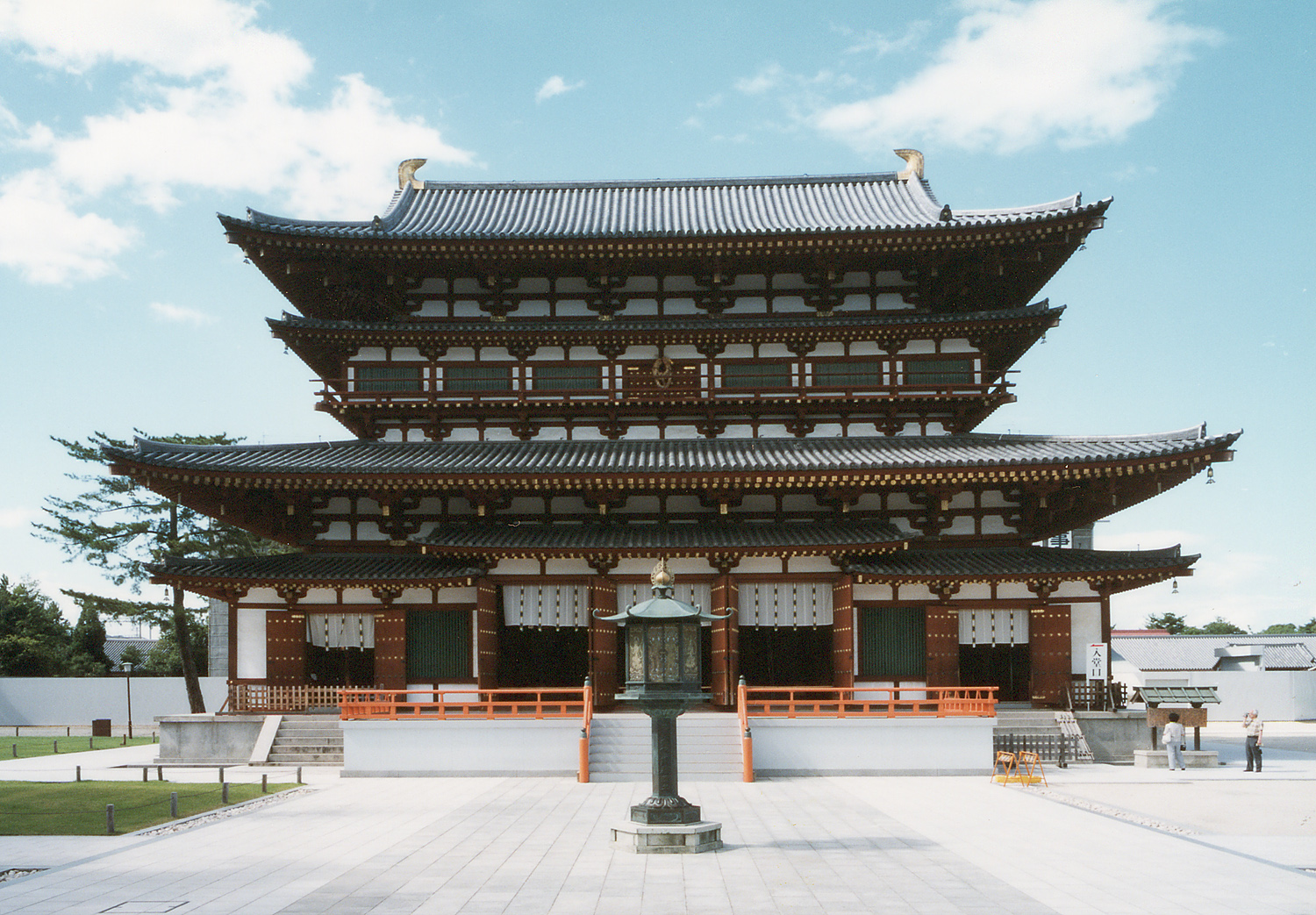
Chùa Yakushi
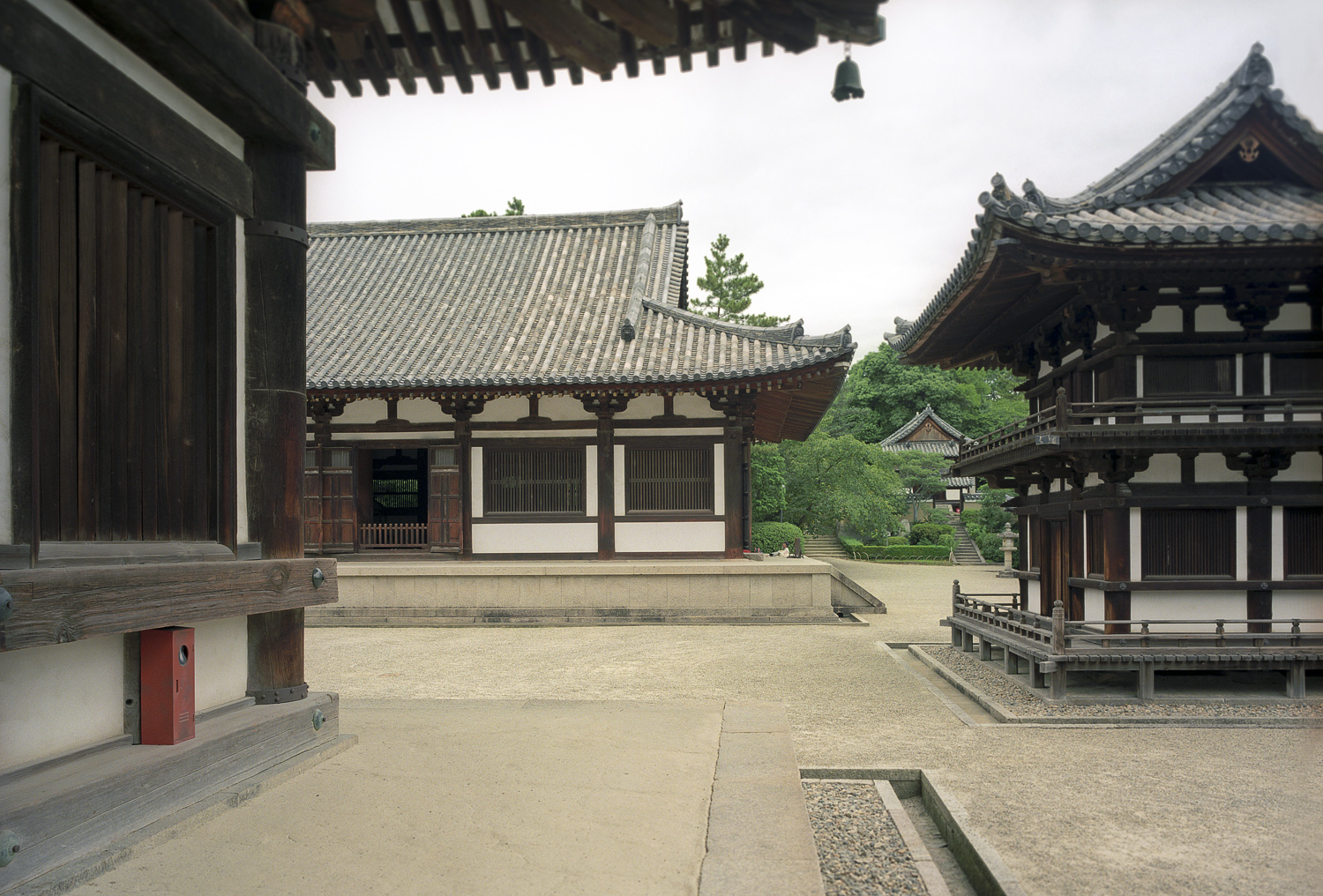
Chùa Toshodai
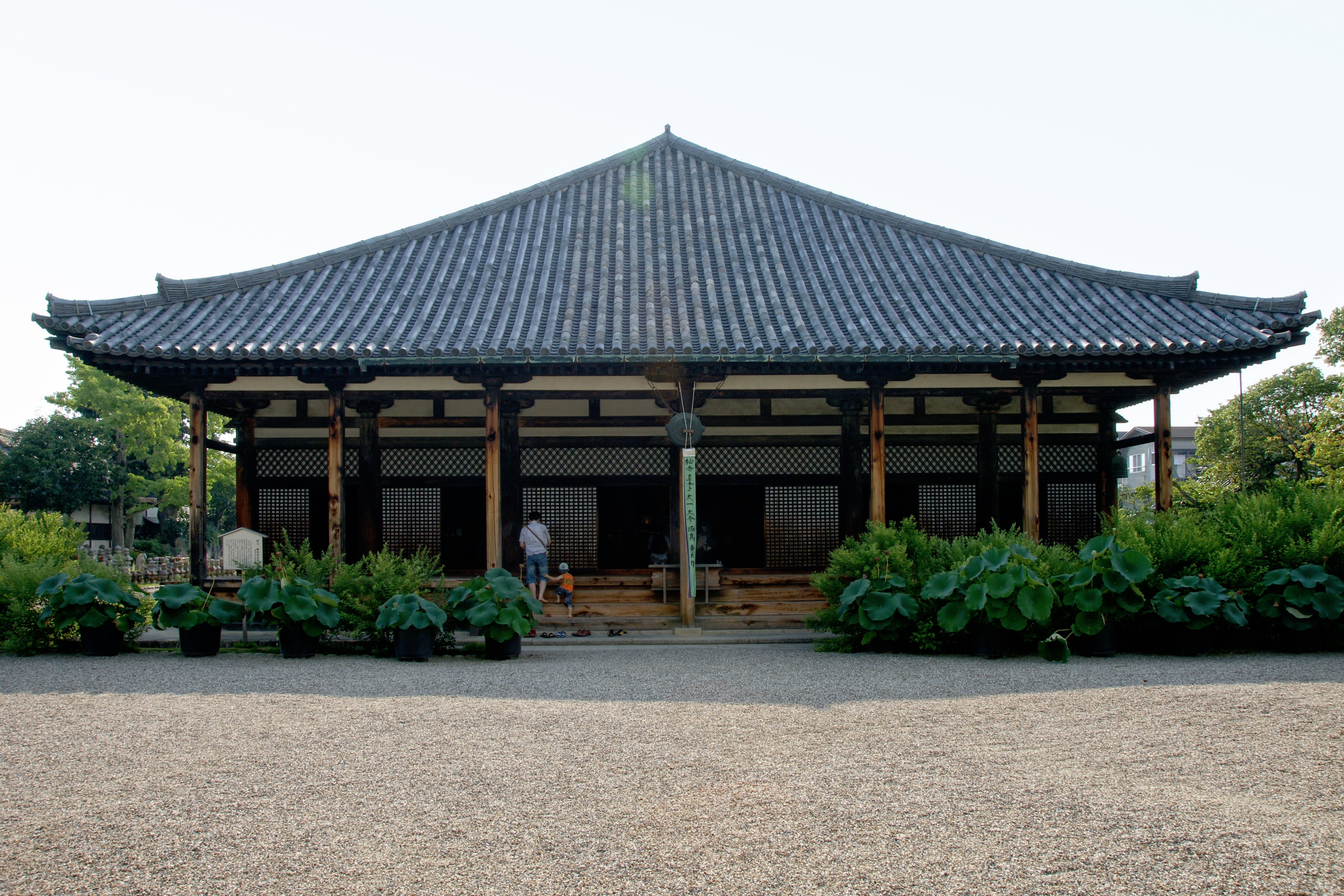
Chùa Gango
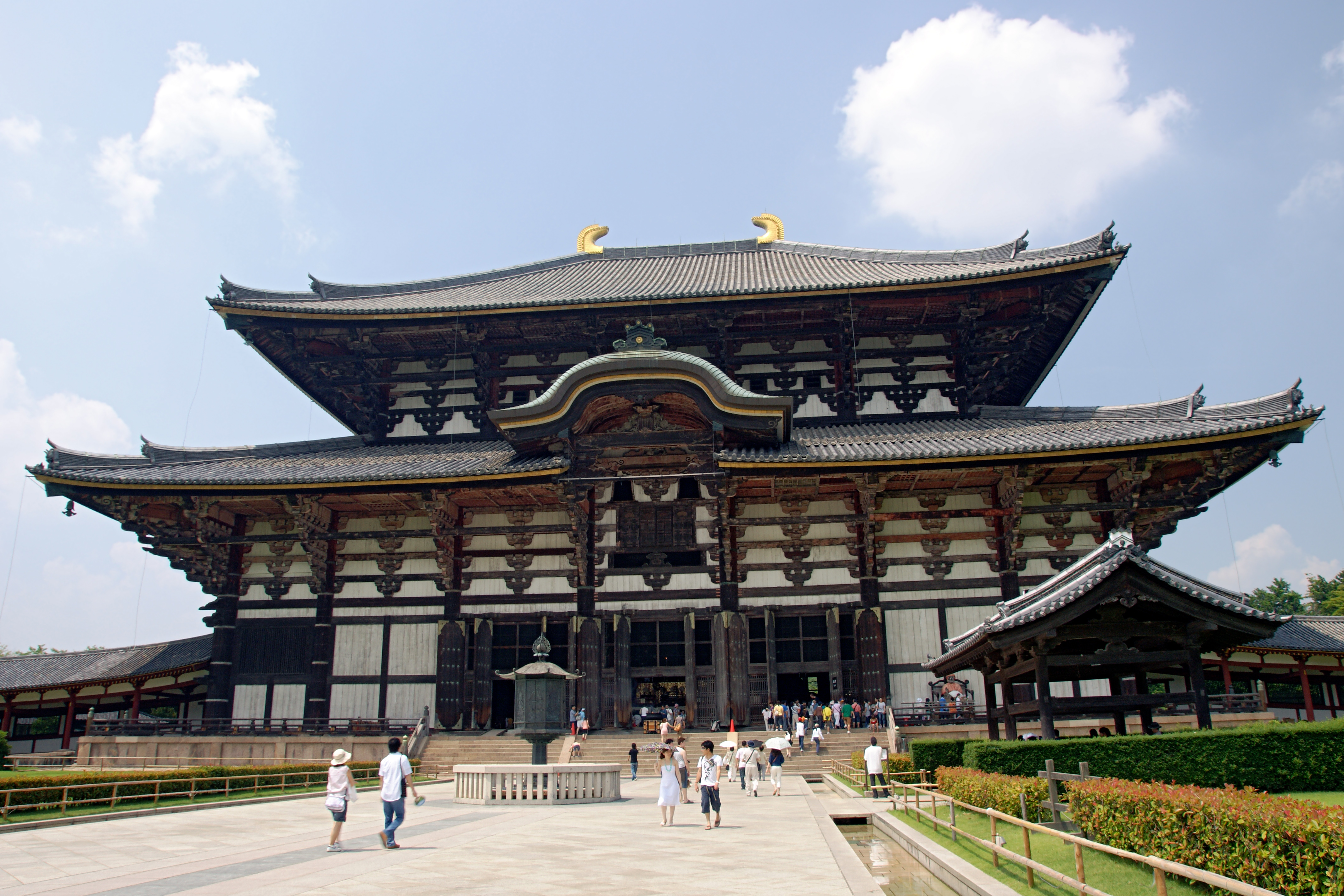
Chùa Todai
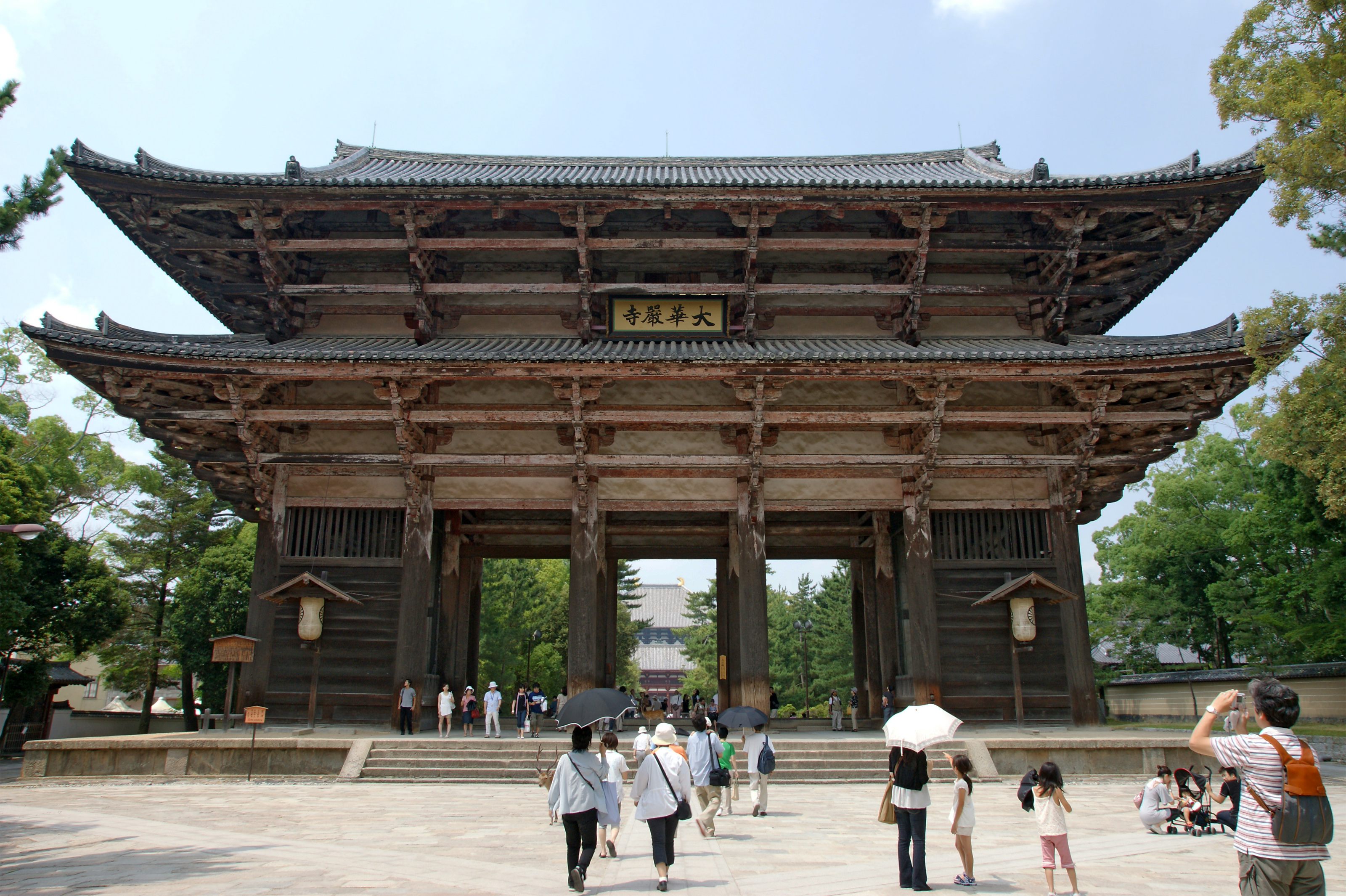
Cổng lớn phía Nam của chùa Todai
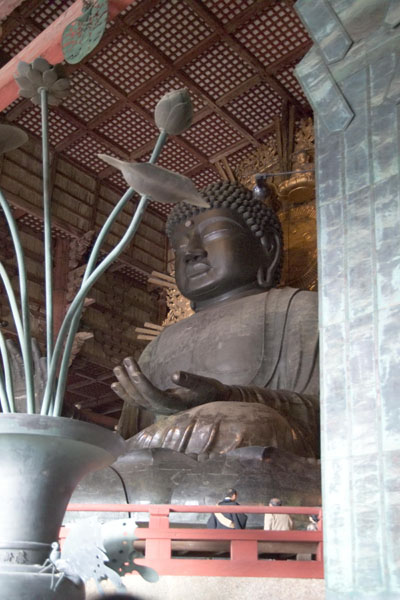
Tượng Phật ở chùa Todai
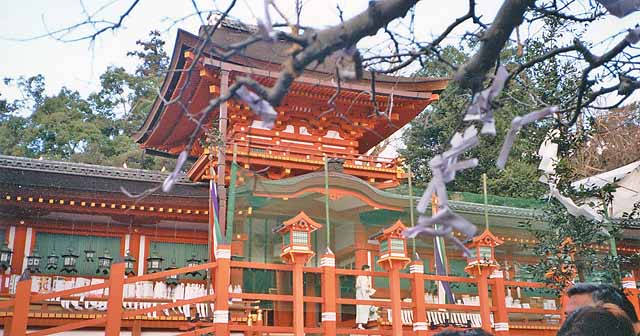
Đền Kasuga